# Dissertatio...De Plantis Esculentis Insularum Oceani Australis
Dissertatio...De Plantis Esculentis Insularum Oceani Australis (abreviado Diss. Pl. Esc.) es un libro con ilustraciones y descripciones botánicas que fue escrito por el naturalista, etnólogo, escritor viajero, periodista y revolucionario alemán Johann Georg Adam Forster y publicado en el año 1786.